# Nationaal Stadion (Japan)

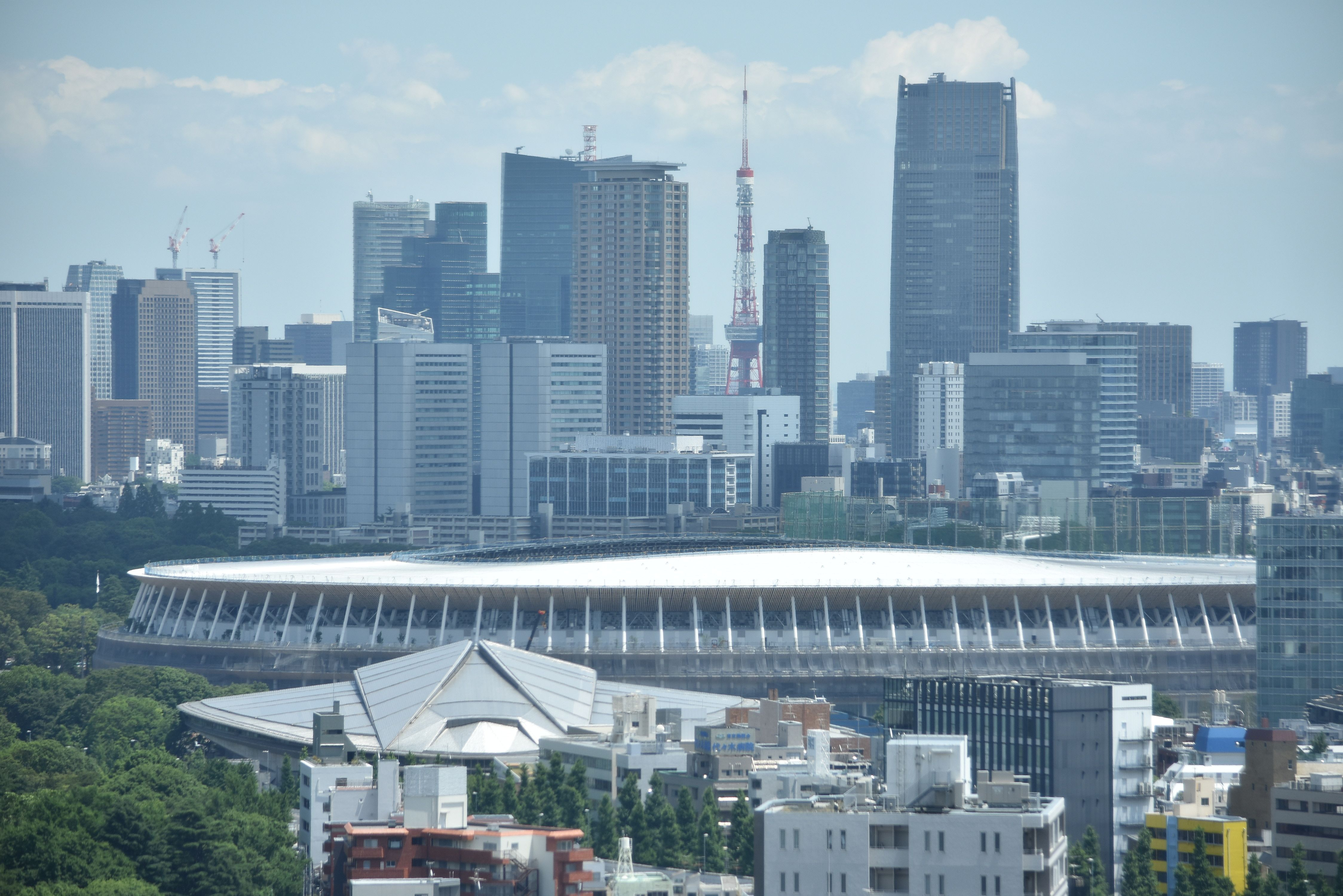

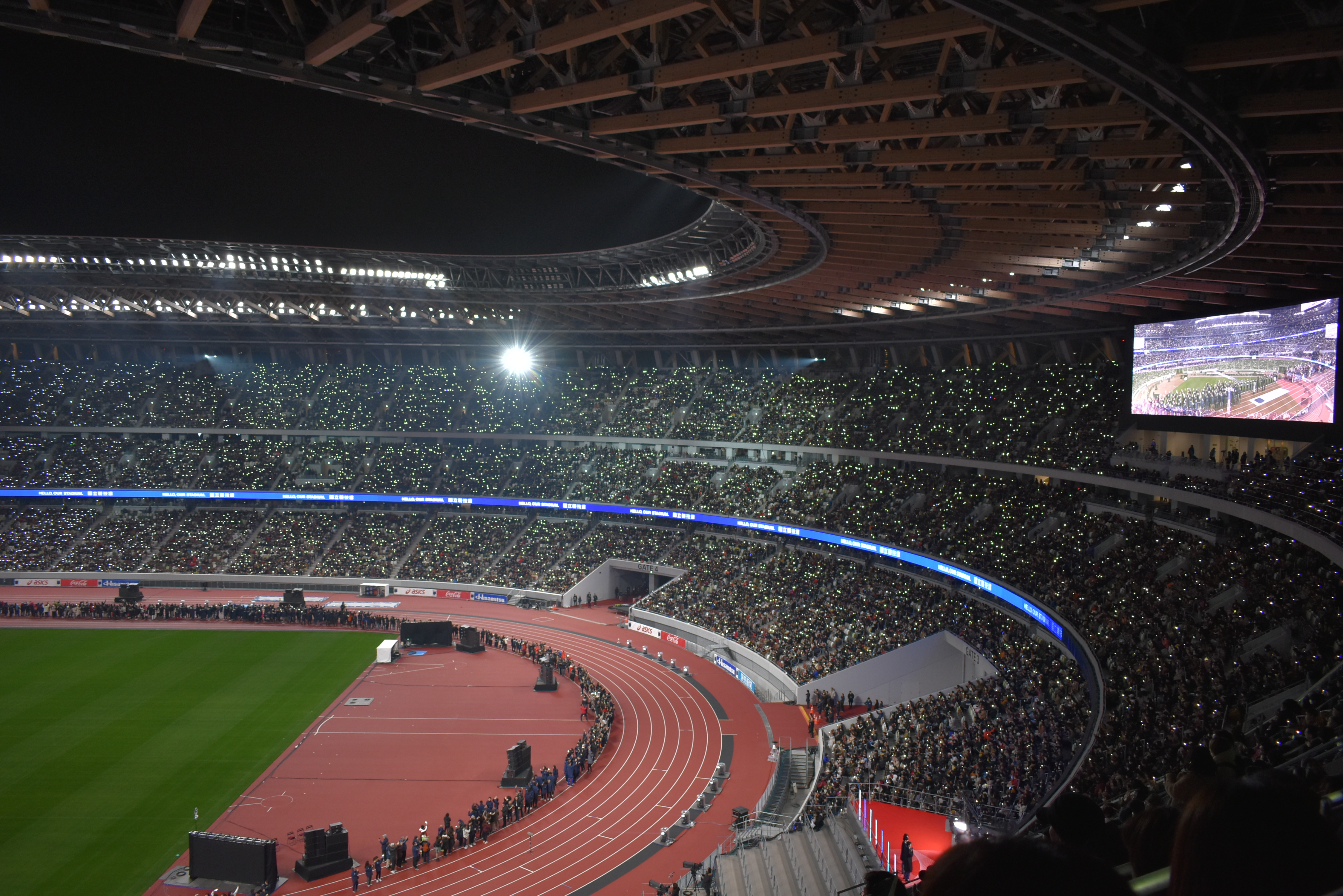

Het Nationaal Stadion (国立競技場, Kokuritsu Kyōgijō), voorheen Nieuw Olympisch Stadion (新国立競技場, Shin kokuritsu kyōgijō) is een polyvalent stadion in Shinjuku in Tokio. Dit stadion werd gebruikt bij de Olympische Zomerspelen en Paralympische Zomerspelen 2020.
Het stadion werd tussen december 2016 en november 2019 gebouwd op de plaats van zowel het in 1924 gebouwde Meiji Shrine Outer Park Stadium als het Olympisch Stadion, waar de Olympische Zomerspelen van 1964 werden gehouden, en dat in mei 2015 volledig werd afgebroken.
De originele plannen voor het nieuwe stadion, van architect Zaha Hadid, werden afgekeurd in juli 2015 door de Japanse eerste minister Shinzō Abe. Gevolg gevend aan de groeiende kritiek dat de kosten voor de bouwwerken voor de Olympische Spelen te fel stegen, beval hij een heraanbesteding. Een nieuw, goedkoper ontwerp uitgewerkt door de Japanse architect Kengo Kuma werd in december 2015 goedgekeurd en de bouwwerken werden in december 2016 aangevat.
Het uitstel betekende dat het nieuw Olympisch Stadion niet tijdig klaar kon zijn voor het Wereldkampioenschap rugby 2019. De afwerking is wel voorzien tegen november 2019. Het inauguraal evenement voor het nieuwe stadion was de finale van de Emperor's Cup 2019, de finale van het Japanse voetbalkampioenschap, op 1 januari 2020.
Het stadion biedt plaats aan 68.000 toeschouwers, en met de voor de Olympische Zomerspelen toegevoegde tijdelijke extra zitplaatsen 80.016 personen. Na de Olympische Spelen veranderde de naam in Nationaal Stadion.

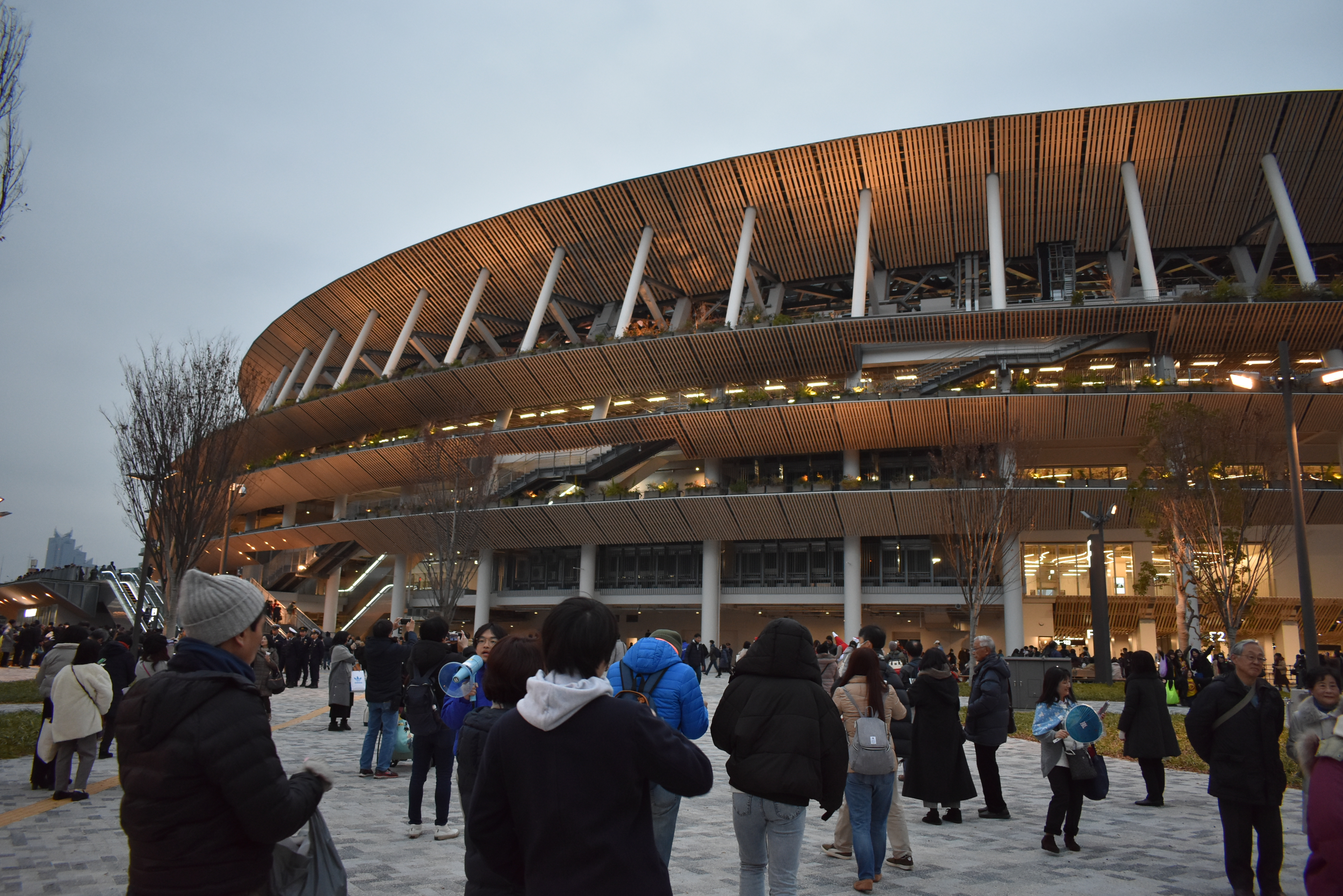
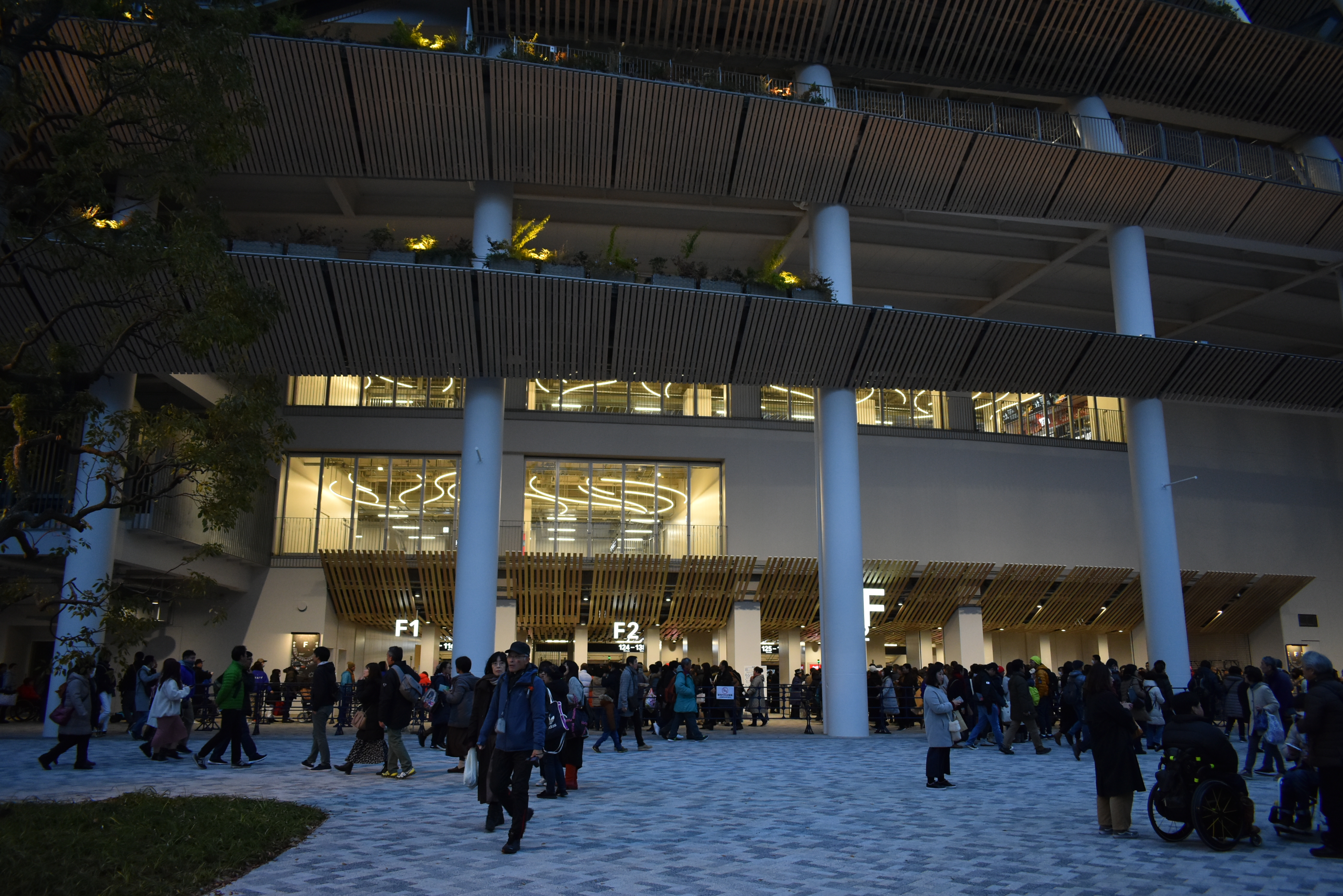
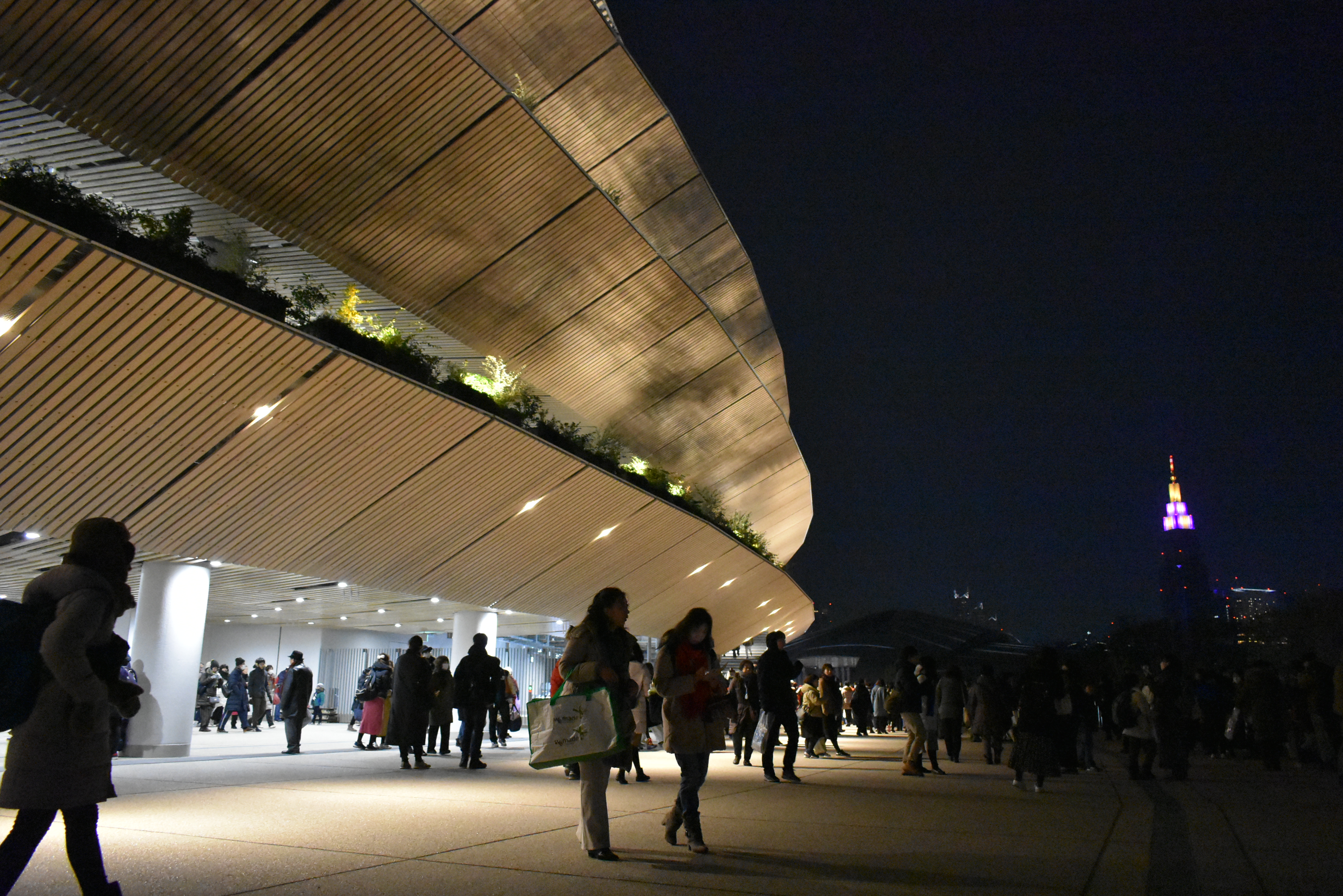